# Nearcha corrogata
Nearcha corrogata är en fjärilsart som beskrevs av Walker 1861. Nearcha corrogata ingår i släktet Nearcha och familjen mätare. Inga underarter finns listade i Catalogue of Life.